# Купчиха за чаем
«Купчи́ха за ча́ем» — картина русского художника Бориса Кустодиева, написанная им в 1918 году.
На картине изображена купчиха, сидящая за чаем на террасе своего особняка на фоне провинциального городского пейзажа. В этой работе Кустодиев воплотил свой давний замысел о создании картины на тему купеческого чаепития, с женщиной — главной героиней полотна. Моделью для неё Кустодиеву послужила реальная женщина, но не купчиха, а баронесса Галина Адеркас, наследница дворянского рода из Астрахани, родины Кустодиева. Баронесса обладала пышными формами и была вполне в художественном вкусе Кустодиева, признававшегося, что «худые женщины на творчество не вдохновляют».
Картина написана в 1918 году, после революции, уничтожившей купеческий мир старой России. Полотно было хорошо встречено и положительно оценено критиками и художниками, включая Константина Сомова, Георгия Лукомского, Михаила Нестерова. Работа побывала на нескольких экспозициях, в том числе за границей, а также на первой персональной выставке Кустодиева. В настоящее время картина находится в собрании Государственного Русского музея в Санкт-Петербурге.

## История и создание
Участвуя в художественном объединении «Мир искусства», Кустодиев интересовался не только образами дворянской культуры, но и провинциальным бытом — он был настоящим поэтом купечества. Купчихи в творчестве Кустодиева — это богини, выразительницы мечтаний народа о счастье, сытости и достатке. Однако во многих его жанровых полотнах на тему купечества народный, русский идеал женской красоты при гиперболизированных формах обретал особую монументальность, одновременно сочетая в себе восхищение, иронию и гротеск, современность и прошлое, реальность и вымысел. Появилось даже выражение «кустодиевские красавицы». Это они населяют особый сказочный мир, в котором сохранился разрушившийся прямо на глазах у Кустодиева старый патриархальный уклад с купчихами, чаепитиями, гуляньями и ярмарками в тихих провинциальных городах. В ту небывалую кустодиевскую Русь, наполненную жизнью, светом и силами, изобилием и музыкой, красками и весельем, и бежал от обыденности художник, прикованный к инвалидной коляске из-за опухоли спинного мозга и проведший последние 15 лет своей жизни с парализованными ногами. Потеряв возможность двигаться, Кустодиев удивительным образом сохранил способность писать задушевные и колористически богатые, светоносные картины, во многом благодаря тому, что у него в памяти осталась «чудесная страна воспоминаний». Именно в ней и жили сюжеты и люди из того, уже ушедшего мира, не утратившего своего терпкого аромата. Этот мир был уничтожен вихрем революции с приходом к власти большевиков. С ними же настали времена голодные и страшные, о которых Кустодиев рассказывал в письме режиссёру Василию Лужскому: «Живём мы здесь неважно, холодно и голодно, все только и говорят кругом о еде да хлебе […] Я сижу дома и, конечно, работаю и работаю, вот и все наши новости». Из-за нужды семье Кустодиева пришлось продавать личные вещи, сам художник из-за отсутствия заказов занялся оформлением улиц Петрограда к годовщине революции, а на жену его легло ведение всего хозяйства, включая колку дров.
Летом 1918 года Кустодиев приступил к воплощению на полотне своего давнего замысла, связанного с картиной «Чаепитие» (частное собрание) 1913 года, на которой изображено застолье дебелых купчих во главе с чинным купцом — отцом семейства, в котором художнику виделся действительный тайный советник, сенатор-правовед Николай Таганцев. На этот раз художник решил сделать центром новой работы женщину, такую крупную, как «Красавица» (Государственная Третьяковская галерея), и такую же монументальную, чинно сложившую руки и стоящую над городом, как «Купчиха» (Государственный Русский музей) 1915 годов. Примечательно, что для реальной жизни у Кустодиева был один вкус, а для живописи — другой. Моделями для его купчих часто были представительницы интеллигенции, дородные женщины. Сам Кустодиев не был поклонником такого типажа, да и жена его, Юлия, не обладая пышными формами, имела хрупкую, неброскую внешность. В связи с этим Кустодиев отмечал, что «худые женщины на творчество не вдохновляют». Начав набрасывать фон для новой картины, Кустодиев поделился своими раздумьями о женщине пышной и цветущей натуры с женой, попросив её помочь с поиском модели. Нужная натурщица нашлась довольно скоро, причём жила она в том же подъезде, где и Кустодиевы. «Купчихой» оказалась баронесса Галина Адеркас, представительница древнего дворянского рода из Астрахани, в ту пору студентка медицинского факультета. Она была наслышана о своём соседе-художнике, охотно согласилась позировать для картины и даже гордилась этим. Хотя Кустодиев уже работал, сидя в инвалидной коляске, картину он написал довольно быстро, за несколько дней, и сразу же приступил к другому полотну — его голова была полна новыми замыслами, несмотря на болезнь. Спустя несколько лет, в 1923 году, Кустодиев написал схожую по композиции картину под названием «Купчиха, пьющая чай» (Нижегородский государственный художественный музей).

## Композиция
Картина размерами 120 × 120 см написана маслом на холсте. Справа внизу подпись: «Б. Кустодиевъ/1918».
Пышная, полная, сытая белотелая, румяная, голубоглазая и русоволосая молодая женщина, в общем, довольная и весёлая купчиха, удобно устроившись, вальяжно сидит за столом на балконе деревянного особняка, в своём «домашнем раю». Подперев одной рукой локоть другой, в которой она держит фарфоровое блюдечко, купчиха чинно и по купеческой традиции пьёт из него чай, кокетливо оттопырив свой пухлый мизинец. Купчиха необыкновенно хороша и воплощает в себе народный идеал: алые губки бантиком, прямой нос, чёрные соболиные брови дугой, небесно-голубые глаза. Розово-свежее от послеобеденного сна лицо и открытые, отличающиеся мраморной белизной округлые плечи этой красивой и пышущей здоровьем женщины подчёркнуто выделяются на фоне её чепца и складок такого же тёмно-фиолетового с чёрными разводами бархатного платья. Примечательно, что атласное тело купчихи даже светлее неба. Рядом о сдобное плечо своей хозяйки ластится и трётся, мурлыча и изогнув хвост, сытый и ленивый кот, непременный житель любого купеческого дома, холёный и просто лоснящийся от непрестанного удовольствия. Стоит заметить, что Кустодиев иронично наделил мордочку кота чертами хозяйкиного лица. Купчиха выглядит старше и внушительней самой модели, более миловидной и в реальности обладавшей пышными, но всё же гораздо меньшими формами. Однако некоторые моменты из первоначального эскиза Кустодиев всё же перенёс на картину.
Перед купчихой раскинулся роскошный натюрморт богатой трапезы, отличающийся звучным многоцветьем, художественной красотой и выразительностью. Над столом возвышается пышущий жаром, величавый и красивый, сверкающий своими начищенными до блеска медными боками огромный пузатый ведёрный самовар, исполненный в столь любимой среди купечества форме «ваза». На нём стоит заварочный чайник, расписанный портретами, а вокруг — дорогая посуда, серебрённая и фарфоровая, с выписанными узорами: сахарница, молочник, вазочка с вареньем и чашка с блюдцем. Примечательно, что они из разных сервизов, но хорошей русской работы, что не лишает зрителя ощущения приятного для глаз разнообразия. Стол же заставлен аппетитной и располагающей к чаепитию снедью и сладостями: здесь плетёная корзинка-хлебница с кренделями, булочками, печеньем, кексом с изюмом, да и всякие фрукты — гроздь винограда, яблоки, ну и спелый и сочный сахарный, яркий и красный разрезанный арбуз с чёрными косточками, который Кустодиев уподобляет роскошному розовому телу купчихи. Рядом с самоваром стоит покрытый расшитым полотенцем расписной деревянный ларец с рукоделием, но он понадобится уже после чаепития. Всё это тщательно выписано художником, причём не иллюзорно, а необыкновенно вещно и осязаемо и одновременно нарочито упрощённо, в стиле, будто взятом с лавочных вывесок.
Купчиха расположилась на террасе, возвышающейся над холмом на фоне голубого неба, по которому плывут розовые облака, так как солнечный день уже клонится к вечеру. На заднем плане за её спиной видна панорама зелёных просторов, выступающих из-за деревьев крыш домов и позолоченных маковок дальних и ближних церквей; подальше — гостиный двор и церковная колокольня, справа же — пустынная и покрытая булыжной мостовой площадь, торговые ряды с вывесками. На их фоне за тяжёлыми воротами соседнего синего дома — тоже чаепитие на балконе: за самоваром сидит купеческая семья — старик с женой, которые не спеша пьют чай, встав от послеобеденного сна. Можно сказать, что купчиха является олицетворением, собирательным образом этого маленького провинциального уездного городка. Пейзаж городка отличается спокойствием и умиротворённостью непрекращающейся бытовой и повседневной, медленно текущей уличной жизни, будто сошедшей с полотен Шагала или воплощённой в пьесах Островского. Возможно также, что образ этого русского захолустья навеяли Кустодиеву его детские воспоминания, ведь вырос он в Астрахани, такой же обычной провинции. Вместе с тем время и место действия сюжета картины с исторической точностью определить нельзя, но по костюмам героев можно судить, что это, возможно, 1840-е или 1850-е годы, как в Москве, так и в Калуге, Нижнем Новгороде, Саратове, Ростове или Ярославле, то есть в любом российском древнем городе, в котором жили купцы.
«Настоящий колорист заранее знает, какой тон вызывает другой; одно красочное пятно поддерживается другим; одно „логически“ вытекает из другого. Венецианцы (Тициан, Тинторетто) — великие „музыканты“ колорита. Пятно неба, дали и зелень, золото, шёлк… всё это, как в симфонии Бетховена, „удивительно разыграно“ (флейты и скрипки, а затем сильный тон, красное пятно — трубы, тромбон). Колорит — это оркестр красок».
Детально выписанный декоративный натюрморт и фигура главной героини картины, вынесенная вперёд в центр и безраздельно заполняющая бо́льшую часть квадратного полотна, сливаются в одну композиционную структуру, выполненную в устойчивой пирамидальной форме, уникальной своей гармонией и цельностью. При отсутствии постепенного перехода от переднего плана к дальнему, пространство передано неторопливо-спокойными и пластически-плавными ритмическими линиями, сливающимися от периферии в центр композиции, что заостряет внимание зрителя на купчихе как символе старой России и чаепитии как концентрации всего уклада её жизни, в то время как остальные окружающие детали, в том числе кот, купеческая чета, городская панорама и наконец притягивающий внимание зрителя красным пятном арбуз, кажутся лишь приложением к образу, дополнительным повествованием, не лишённым однако большой смысловой нагрузки. При создании картины Кустодиев изучал различные виды народного искусства, включая лубок, творчески переосмысливая его и создавая таким образом свой неповторимый своеобразный стиль. Так как Кустодиев практически не выходил из своего дома в Петрограде, полотно он создавал по памяти, прибегая при этом к самым необычным и вроде бы невозможным колористическим сочетаниям, что, однако, не лишило полотно убедительности и правдивости, построенной на тщательном изучении художником натуры. Кустодиев использовал всего лишь несколько цветов, все из которых собраны на овальной броши купчихи, как на палитре — фиолетовый, голубой, зелёный, жёлтый, красный. Интенсивность, сочность их достигнута виртуозным владением техникой лессировок в сочетании с гладкой и ровной фактурой письма, напоминающей эмаль или русские лаки.
Широкая во всех смыслах этого слова купчиха предаётся упоению чаепития, за довольно гедонистической атмосферой которого скрыта реальная жизнь этой чувственной и полной загадочности женщины, довольно эротичной и соблазнительной, но вместе с тем и наделённой улыбкой Моны Лизы. Возможно, зримой целью её чувственных мечтаний является молодой человек, пытающийся за забором обуздать белую лошадь. Можно сказать, что «Купчиха за чаем» является вдохновенной поэмой о русской красоте, прощальным памятником старой России, замечательным и характерным образом, своего рода апофеозом воспоминаний о сочных пышных красавицах, о приближающихся лазоревых вечерах, о монументально торжественных чаепитиях, о неторопливой, будто неизбывной и безмятежной жизни с её размеренным укладом, сытым и бездумным существованием. Мечтая и тоскуя о яркой красоте и полнокровном обилии в 1918 году при разрухе, голоде и холоде, Кустодиев, однако, не лишил картину лёгкой иронии и беззлобной усмешки, которой наполнена вся русская классическая литература от Гоголя до Лескова и которая характерна для многих дореволюционных полотен художника, когда люди ещё и представить не могли себе мысли о том, как достать полагающуюся пайку хлеба, но скучали от тоскливого и однообразного купеческого существования.

## Судьба
Картину «Купчиха за чаем» можно считать одним из наивысших достижений Кустодиева в послереволюционный период его творчества, программной работой художника. Весной 1919 года в Зимнем дворце, переименованном в Дворец искусств, прошла Первая Государственная выставка с участием более 300 художников, в том числе и Кустодиева. Он показал на выставке 11 картин, в том числе впервые «Купчиху за чаем», которую разместили в центре одной из стен, целиком предоставленной в пользование художнику. Константин Сомов, в то же самое время как-то зашедший к Кустодиеву домой, отмечал, что выставка эта в целом скверная и никуда не годится, оговорившись, правда, что к «Купчихе за чаем» это не относится. Весной 1920 года в трёх комнатах квартиры Нотгафта в здании петроградского Дома искусств состоялась первая и единственная прижизненная персональная выставка Кустодиева, на которую он представил около 170 разных с художественной точки зрения произведений, выполненных в основном в 1915—1920 годах, в число которых вошла и «Купчиха за чаем». Устроителем выставки выступил Фёдор Нотгафт, состоявший в 1919—1921 годах секретарём художественного отдела Дома искусств. Примечательно, что сам Кустодиев на время проведения выставки, то есть с 15 до 28 мая, проживал на квартире у Нотгафта, где ему была выделена отдельная комната.
В 1922 году в новой галерее Ван-Димена на Унтер-ден-Линден, недалеко от здания советского посольства в центре Берлина, прошла Первая выставка русского искусства. В вернисаже, открывшемся 15 октября, приняли участие около 180 художников с более чем тысячей произведений, в том числе и Кустодиев со своей «Купчихой за чаем», а также «Невестой», написанной в 1919 году. Выставка широко освещалась в советской прессе и в берлинских эмигрантских изданиях. Вышедшая в журнале «Красная нива» статья, подписанная инициалом «М.», за которым скрывался Владимир Маяковский, сопровождалась репродукцией «Купчихи за чаем», озаглавленной по идеологическим соображениям — «Женщина за самоваром», как в экспозиционном каталоге. В то же время в эмигрантском художественном журнале «Жар-птица» отмечалось отсутствие в экспозиции работ художников из «Мира искусства» и констатировалось, что «ярким пятном горит на выставке своей „Купчихой за самоваром“ лишь Б. М. Кустодиев, но уж такова сила его палитры…». Обложку следующего 9-го номера журнала «Жар-птица» за 1922 год украсила цветная репродукция «Купчихи за чаем», а «Невеста» была помещена на цветную вклейку. Когда картины ещё развешивались, художник и искусствовед Георгий Лукомский восторженно написал в эмигрантской газете «Накануне», что «Кустодиев — „богатейшие“ сюжеты: „Купчиха“ за чаепитием у самовара — русский Тициан! Живопись его стала строже, продуманнее. Кустодиев — огромный художник!», и «может быть поставлен вровень с Венециановым […]». После открытия выставки он же дал возможно лучшую литературно-художественную критику этой картине Кустодиева:
Балкон с деревянными тоненькими, бутылкообразными балясинами. Внизу двор, кучер коня вывел. Ворота синие с позолотой; калитки по сторонам ворот. Налево балкон, и купец или подрядчик бородач, в красной рубахе и жилетке пьёт с женой чай. Вдали налево, как бы на холме, шатёр церкви в «Нарышкинском Барокко», направо — город, гостинный двор, «ряды», колокольня церковная, столь типичная для «уезда» — провинциальный «ампир» 1830-х годов. Справа и слева обрамление из листьев, дубовые листья и кусты. На таком фоне сидит у стола и услаждает свою душу и тело чайком красивая, полная дама — купеческая. Платье лилового шёлка с кружевами, повязка на голове, в руке блюдце, и ластится кот к круглому плечу хозяйки. И жмурит он глаза и прижимается мордочкой и к шёлку и к телу. А прижаться-то есть к чему! Тело — атласистое, плечи круглые, формы пышные, руки полные, пальчики нежные. И глаза серые, чуть вкось смотрят. Брови лукавые дугой вытянутые. Губы-то какие-то витьеватые и пышные. На столе порасставлены яства. Здесь и крендельки, и ватрушки, и бисквитная булка, и варенье, — а на самом видном месте — арбуз. Самовар, чайник на нем расписной, с розанами, «поповский». Живопись (арбуза) рисунок (губ) — силы, достойной Франца Гальса. Небо в облачках порозовевших передано с изумительным совершенством. Осень в небе, в городке, как игрушечной модели Троице-Сергиевой Лавры, в «рядах» гостиного двора и каланче пожарной, в общем тоне. Это первые дни августа. Спала жара, а расцвет ещё полный. Пейзаж — российский. Быт, — русского Брегэля — неприкрашенный.
Михаил Нестеров, посетивший вместе с Всеволодом Воиновым в марте 1923 года квартиру Кустодиева в Петрограде, высоко оценил его работы на тему купечества, особенно задержавшись возле картины «Купцы», написанной ещё в 1918 году (известна также как «Гостиный двор», «Торговые ряды»). Нестерову, выходцу из купеческой семьи, это полотно особенно понравилось, и при виде его у него невольно вырвалось: «Ведь это монументы! И такие молодцы проглядели революцию! Правда, их в этом провела интеллигенция… Крепкий и цельный народ — купечество…». Также высоко он оценил и «Купчиху за чаем» как работу, утверждающую красоту человеческую. В июне 1924 года на XIV Международной выставке искусств в Венеции Кустодиев представил несколько своих работ, в том числе «Купчиху за чаем», а также «Большевика». В 1925 году «Купчиха за чаем» была передана из отдела изобразительных искусств Наркомпроса в Государственный Русский музей, где она и находится в настоящее время, экспонируясь в Зале 71-м Корпуса Бенуа.

## Отражение в культуре
В 1964 году в фильме «Женитьба Бальзаминова» режиссёра Константина Воинова по трилогии пьес А. Н. Островского актриса Нонна Мордюкова сыграла избалованную, изнемогающую от праздности купчиху Белотелову, которая, как отмечали кинокритики, будто сошла с картин Кустодиева, перевоплотилась в «кустодиевскую купчиху», могущую коня на скаку остановить. Наталья, сестра Мордюковой, впоследствии рассказывала: «Она мне звонила из гримёрной „Мосфильма“: — Ты знаешь, Наташка, сделали такой грим… Сейчас нас будут фотографировать на пробу. Ты знаешь, у меня такое ощущение, как будто я с картины Кустодиева села сейчас в кресло… Смотрю на себя в гримёрной в зеркало: ну чем я не та купчиха?». В том числе и за эту роль Мордюкова получила в 1973 году Государственную премию РСФСР имени братьев Васильевых.
|                              |                          |                           |            |
| Мордюкова в роли Белотеловой | Советская почтовая марка | Российская почтовая марка | Монета ЦБР |

В 1978 году в серии «100 лет со дня рождения Б. М. Кустодиева (1878—1927)», включающей в себя 5 почтовых марок и блок, была выпущена марка с репродукцией «Купчихи за чаем». В 1997 году почтовая марка с картиной Кустодиева была выпущена к 100-летию Русского музея. В 1998 году Центральный банк России по этому же поводу выпустил в серии «Памятники архитектуры России» серебряную монету номиналом 3 рубля, на реверсе которой был помещён фрагмент картины «Купчиха за чаем» Кустодиева.